# Deutscher Comedypreis 2014
Die 18. Verleihung des Deutschen Comedypreises 2014 fand am 21. Oktober 2014 im Rahmen des 24. Internationalen Köln Comedy Festivals in Köln statt. Zum ersten Mal moderierte Carolin Kebekus die Deutsche Comedypreis-Verleihung.
Die Aufzeichnung der Preisverleihung wurde am Samstag, den 25. Oktober 2014 um 22:15 Uhr auf dem Fernsehsender RTL ausgestrahlt.
Erneut wurden Preise in 14 Kategorien verliehen. Während die im letzten Jahr erneut eingeführte personale Kategorie Beste Moderation nicht mehr verliehen wird, wurde die Filmkategorie Beste TV-Komödie eingeführt. Sie wurde zuletzt 2012 verliehen. Die 2008 eingeführte Kategorie Bestes Comedyevent wurde durch die Formatkategorie Beste Versteckte Kamera ersetzt. Sie wurde erstmals und einmalig 2009 verliehen.

## Jury
Die unabhängige Fachjury unter dem Vorsitz von Comedian Olaf Schubert entschieden am Tag der Verleihung über die Preisträger in den verschiedenen Kategorien. Die Jury besteht aus Autor und Comedian David Anschütz, TV Kreativer Jens Bujar, Executive Producer bei Prime Productions Holger Hoffmann, Produzentin bei Bantry Bay Productions Gerda Müller, Produzent bei Biller & Vass TV Produktion Thomas Vass und dem Geschäftsführer der Köln Comedy GmbH Ralf Günther.

## Preisträger und Nominierte
Am 17. September 2014 wurden die Nominierungen und am 21. Oktober 2014 wurden die Preisträger bekanntgegeben.

### Bester Komiker
Kaya Yanar
Bülent Ceylan
Dieter Nuhr

### Beste Komikerin
Carolin Kebekus
Mirja Boes
Cindy aus Marzahn

### Bester Schauspieler
Christoph Maria Herbst
Bjarne Mädel
Matthias Schweighöfer

### Beste Schauspielerin
Annette Frier
Martina Hill
Bettina Lamprecht

### Beste Comedyshow
Mario Barth deckt auf! (RTL)
Circus HalliGalli (ProSieben)
Geht’s noch?! Kayas Woche (RTL)
heute-show (ZDF)
Neo Magazin mit Jan Böhmermann (ZDFneo)

### Beste TV-Komödie
Ein Schnitzel für alle (ARD)
Die Mütter-Mafia (ZDF)
Mein Lover, sein Vater und ich! (Sat.1)

### Beste Comedyserie
Der Lehrer (RTL)
Der Tatortreiniger (NDR)
Doc meets Dorf (RTL)

### Beste Sketchcomedy
Krude TV – Comedy von Norden (NDR)
Ich bin Boes (RTL)
Knallerfrauen (Sat.1)

### Bestes TV-Soloprogramm
Sascha Grammel live! Keine Ahnung (RTL)
Carolin Kebekus live! Pussy Terror (RTL)
Dieter Nuhr live! Nuhr unter uns (RTL)

### Beste Versteckte Kamera
Verstehen Sie Spaß? (ARD)
Der große Böse Mädchen – Promi-Check (RTL)
Meine Freundin, ihre Familie und ich (Sat.1)

## Weitere Preisträger
Die folgenden Preise sind vom Veranstalter, der Köln Comedy Festival GmbH, gesetzte Preise und wurden ohne vorherige Nominierung am 21. Oktober 2014 vergeben.
Ausgenommen ist der Ehrenpreis, dieser wurde schon ein Tag vorher verkündet.

### Bester Newcomer
Ingmar Stadelmann

### Erfolgreichste Kino-Komödie
Fack ju Göhte

### Erfolgreichster Live-Act
Mario Barth

### Ehrenpreis
Ingolf Lück